# Dzielnica Pomorska Polskiego Towarzystwa Gimnastycznego „Sokół”
Dzielnica Pomorska Polskiego Towarzystwa Gimnastycznego „Sokół” – struktura organizacyjna, która powstała w 1921 roku podporządkowana organizacyjnie Związkowi Towarzystw Gimnastycznych "Sokół" w Polsce z siedzibą w Toruniu.

## Historia
W 1918 roku organizacja sokolstwa z trzech zaborów została scalona i zreorganizowana. W 1921 roku powstał Związek Towarzystw Gimnastycznych "Sokół" w Polsce. Zgodnie z przyjętym w 1921 roku statutem zaczęła obowiązywać nowa organizacja. Wszystkie Towarzystwa podzielono na Okręgi. W skład Okręgu wchodziło kilka lub kilkanaście Towarzystw. Okręgi łączyły się w Dzielnice. Dzielnicę podzielono na 5 okręgówː I gdański, II czerski (potem chojnicki), III grudziąski, IV toruński, V bydgoski z gniazdamiː Bydgoszcz, Solec Kujawski, Koronowo, Mrocza, Nakło, Wysoka, Buszkowo, Szubin, Łabiszyn. 
W 1924 roku okręg V został podzielony. Utworzono nowy VIII krajeński obejmujący gniazda z powiatów wyrzyskiego i sępoleńskiego. W skład okręgu V weszły gniazdaː I Macierz w Bydgoszczy, Bydgoszcz II Jachcice, Bydgoszcz III Szwederowo, Bydgoszcz IV Bielawki, Bydgoszcz V Okole-Wilczak,  Bydgoszcz VI Brydyujście, Bydgoszcz VII Małe Bartodzieje, Bydgoszcz VIII Rupienica, Koronowo, Solec Kujawski, Szubin, Łęgnowo, Łabiszyn, Frodon. 
W 1938 roku w skład Dzielnicy wchodziły okręgi (w nawiasie liczba członków)ː Bydgoszcz (950), Chojnice (455), Gdańsk (118), Gdynia (364), Grudziądz (427), Kościerzyna (186), Lubawa (1641), Tczew (456), Toruń (664), Świecie (215).